# デイヴィッド・フォスター (映画プロデューサー)
デイヴィッド・フォスター（英: David Foster、1929年 - 2019年12月23日）は、アメリカの映画プロデューサーで、『遊星からの物体X』（1982年）や『マスク・オブ・ゾロ』（1998年）、『ザ・コア』（2003年）などの映画作品でクレジットされている。

## 生い立ち
1929年、ニューヨーク市ブロンクス区に生まれる。両親はポーランドからのユダヤ系移民で、1946年に17歳でカリフォルニアに引っ越した。その後、1953年にUSC School of Cinema-Television（2006年にUSC School of Cinematic Artsに改称）を卒業した。

## 経歴

### 初期のキャリア
フォスターはRogers & Cowanの広報としてキャリアをスタートさせ、スティーブ・マックイーン、シャーリー・マクレーン、ピーター・セラーズ、ソニー&シェールなどの一流タレントの代理人を務めた。その後、PR会社「Allan, Foster, Ingersoll and Weber」の共同経営者となり、1971年に最初の映画『ギャンブラー』を製作した。

## 私生活
フォスターは、1959年にJackie Pattizと結婚し、3人の息子（GaryとGreg、Tim）をもうけた。その後、Garyは父親の後を追うようにして、TVシリーズ『コミ・カレ!!』のプロデューサーを務め、Timも1990年代後半に2本の映画を製作した。また、GregはIMAXのCEOになった。
デイヴィッド・フォスターは2019年12月23日、カリフォルニア州ロサンゼルスで死去し、享年90歳であった。

## フィルモグラフィー
| 年   | 邦題 原題                                                | 備考                                                      |
| ---- | -------------------------------------------------------- | --------------------------------------------------------- |
| 1971 | ギャンブラー McCabe & Mrs. Miller                        |                                                           |
| 1972 | ゲッタウェイ The Getaway                                 |                                                           |
| 1974 | 秘密組織 非情の掟 The Nickel Ride                        |                                                           |
| 1975 | 新・動く標的 The Drowning Pool                           |                                                           |
| 1977 | ファースト・ラブ First Love                              |                                                           |
| 1977 | 幸福の旅路 Heroes                                        |                                                           |
| 1978 | レガシー The Legacy                                      |                                                           |
| 1981 | おかしなおかしな石器人 Caveman                           |                                                           |
| 1982 | Between Two Brothers                                     | テレビ映画                                                |
| 1982 | The Gift of Life                                         | テレビ映画                                                |
| 1982 | 遊星からの物体X The Thing                                |                                                           |
| 1983 | パワフル・エイミーの裏表私生活 Second Thoughts           |                                                           |
| 1984 | 青春の祈り/司祭への道 Mass Appeal                        |                                                           |
| 1985 | 殺しの季節 The Mean Season                               | 別題：マイアミ殺人事件                                    |
| 1985 | Murphy's Mob                                             | イギリスの子ども向けドラマシリーズ Episodes 4.09 and 4.10 |
| 1986 | News at Eleven                                           | テレビ映画                                                |
| 1986 | ショート・サーキット Short Circuit                       |                                                           |
| 1986 | シカゴ・コネクション/夢みて走れ Running Scared           |                                                           |
| 1988 | ショート・サーキット2 がんばれ!ジョニー5 Short Circuit 2 |                                                           |
| 1988 | ブルーウォーターで乾杯 Full Moon in Blue Water           |                                                           |
| 1989 | ローリングキッズ Gleaming the Cube                       |                                                           |
| 1994 | ゲッタウェイ The Getaway                                 | 1972年の映画『ゲッタウェイ』のリメイク版                  |
| 1994 | 激流 The River Wild                                      |                                                           |
| 1998 | マスク・オブ・ゾロ The Mask of Zorro                     |                                                           |
| 1999 | クラブランド Clubland                                    | 別題：クラブランド ショウビジネスに賭けた男               |
| 2002 | コラテラル・ダメージ Collateral Damage                   |                                                           |
| 2002 | ジャスティス Hart's War                                  |                                                           |
| 2003 | ザ・コア The Core                                        |                                                           |
| 2005 | ザ・フォッグ The Fog                                     | 1980年の映画『ザ・フォッグ』のリメイク版                  |
| 2011 | 遊星からの物体X ファーストコンタクト The Thing           | 1982年の映画『遊星からの物体X』の前日談                   |
| 2012 | Good Knight                                              | 短編映画                                                  |